# لیبی کوپوس براون

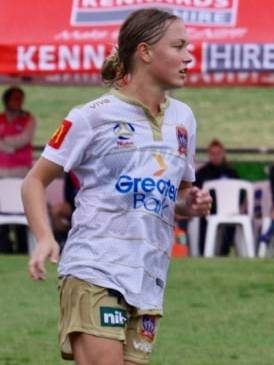
لیبی کوپوس براون در سال ۲۰۲۱

لیبی کوپوس براون (انگلیسی: Libby Copus-Brown؛ زادهٔ ۱۰ نوامبر ۱۹۹۷) بازیکن فوتبال اهل استرالیا است.